# Дијана Шнајдер
Дијана Максимовна Шнајдер (рус. Диана Максимовна Шнайдер; рођена 2. април 2004) је руска тенисерка.
Најбољи пласман на ВТА листи у синглу јој је 12. место постигнуто 4. новембра 2024. и 48. место у дублу, постигнуто 7. октобра 2024. године.
Освојила је сребро у женским паровима на Олимпијским играма у Паризу 2024. са партнерком Миром Андрејевом.

## Медаље на Олимпијским играма
| Медаља | Датум           | Турнир                            | Подлога | Партнерка      | Противнице                | Резултат             |
| Сребро | 4. август 2024. | Олимпијске игре, Париз, Француска | Шљака   | Мира Андрејева | Сара Ерани Жасмин Паолини | 6 : 2, 1 : 6, [7:10] |